# Astronesthes oligoa
Astronesthes oligoa es una especie de pez de la familia Stomiidae en el orden de los Stomiiformes.

## Hábitat
Es un pez de mar y de aguas  tropicales.

## Distribución geográfica
Se encuentra en el  Atlántico oriental central: 21 ° 23'N, 35 ° 11'W